# Ephippianthus
Ephippianthus é um género botânico pertencente à família das orquídeas (Orchidaceae).

## Espécies
- Ephippianthus sachalinensis
- Ephippianthus sawadanus